# Gheorghe Argeșanu
Gheorghe Argeșanu (Caracal, 23 de febrero de 1883-Jilava,  27 de noviembre de 1940) fue un general de caballería y político rumano que sirvió como primer ministro de Rumanía durante una semana aproximadamente en 1939 tras el asesinato por la Guardia de Hierro de su predecesor.

## Biografía
Nació en Caracal, alcanzó una posición destacada en el ejército rumano durante la Primera Guerra Mundial.
Desempeñó el cargo de ministro de defensa en el segundo gabinete de Miron Cristea (marzo-octubre de 1938), durante la dictadura real de Carol II.
Fue escogido como primer ministro por el rey tras el asesinato de su predecesor Armand Călinescu por la Guardia de Hierro, y ascendido al rango de teniente general. Sus primeras medidas en el puesto fueron la ejecución y exhibición pública de los asesinos de Călinescu y la detención arbitraria y ejecución sin juicio de tres miembros de la Guardia en cada provincia del país. Pocas horas después del asesinato de Călinescu la Guardia quedó descabezada al ejecutar Argeșanu a 252 cabecillas que se hallaban detenidos, según instrucciones del rey.
Fue sustituido a los pocos días por el veterano político Constantin Argetoianu.
Después de que el establecimiento del Estado Nacional Legionario, Argeșanu fue encarcelado sin juicio en la prisión de Jilava y asesinado durante la matanza de Jilava junto con otros 63 presos por los miembros de la Guardia de Hierro, en represalia por la violencia que él había desencadenado durante su gobierno contra la organización.